# Laminar Flow
Laminar Flow es el vigésimo álbum de estudio del músico estadounidense Roy Orbison, publicado por la compañía discográfica Asylum Records en 1979. Fue el primer trabajo discográfico con la compañía Asylum, después de su retorno a Monument Records para publicar Regeneration en 1977. El álbum fue grabado en los Wishbone Recording Studio de Muscle Shoals (Alabama) y supuso el último trabajo de estudio con material nuevo publicado en vida de Orbison: su siguiente disco, In Dreams: The Greatest Hits, incluyó regrabaciones de viejos temas de Orbison, mientras que Mystery Girl y King of Hearts fueron publicados de forma póstuma tras su muerte en 1988. El sencillo «Easy Way Out» supuso la primera canción de Orbison en entrar en la lista estadounidense Billboard Hot 100 en casi una década, alcanzando el puesto 109.

## Lista de canciones
Cara A
1. "Easy Way Out"  (James Valentini, Frank Saulino) - 3:30
2. "Love Is a Cold Wind" (Charlie Black, Rory Bourke) - 3:35
3. "Lay It Down" (Robert Byrne, Tommy Brasfield) - 2:50
4. "I Care" (Lenny LeBlanc, Eddie Struzick) - 3:10
5. "We're Into Something Good" (George Soulé, Terry Woodford) - 3:00
6. "Movin'" (Orbison, Roma Price) - 3:25

Cara B
1. "Poor Baby" (Orbison, Roma Price, Regi Price) - 2:53
2. "Warm Spot Hot" (Eddie Struzick) - 2:40
3. "Tears" (Orbison, Roma Price, Danny Price, Regi Price) - 3:50
4. "Friday Night" (Regi Price, Roma Price) - 3:30
5. "Hound Dog Man" (Orbison) - 2:43

## Posición en listas
Sencillos
| Sencillo       | País           | Lista             | Posición |
| -------------- | -------------- | ----------------- | -------- |
| «Easy Way Out» | Estados Unidos | Billboard Hot 100 | 109      |